# 필름 소셜리즘
필름 소셜리즘(Film Socialisme)은 2010년 공개된 프랑스와 스위스의 합작 영화이다.
이 영화는 2010년 칸 영화제의 주목할 만한 시선 부문에서 처음 상영되어 다양한 반응을 얻었으며 이틀 뒤인 2010년 5월 19일 프랑스에서 개봉되었다. 이 영화는 2010년 제48회 뉴욕 영화제에서 상영되었으며 고다르가 이 영화제에서 상영한 27번째 영화이다.

## 줄거리
장 뤽 고다르 감독의 2010년 작품인 '필름 소셜리즘'은 세 개의 막으로 구성된 포스트모던 드라마 영화다.
첫 번째 막인 '그런 것들'은 다양한 국적의 승객들이 탑승한 크루즈선을 배경으로 한다. 퇴역한 전쟁 범죄자, 전직 유엔 관리, 러시아 형사 등 여러 인물들이 등장하며, 가수이자 예술가인 패티 스미스가 잠깐 출연하기도 한다. 이들은 다국어 대화를 나누며 여러 주제에 대해 논한다.
두 번째 막 '우리의 유럽'은 주유소를 배경으로 전개된다. 어린 소녀와 남동생이 부모를 "어린 시절의 재판"에 소환하여 자유, 평등, 박애라는 주제에 대해 진지한 답변을 요구한다. 아이들의 시각에서 유럽의 가치에 대한 질문을 던진다.
마지막 막 '우리의 인류애'에서는 이집트, 팔레스타인, 오데사, 그리스, 나폴리, 바르셀로나 등 여섯 개의 역사적인 장소를 방문한다. 이러한 장소들을 통해 인류 문명과 역사에 대한 성찰을 시도한다. 이처럼 영화는 세 개의 막을 통해 다양한 인물과 장소를 오가며 사회, 역사, 철학적 주제를 다층적으로 탐구한다.

## 출연

### 주연
- 캐서린 탄비에
- 크리스찬 시니걸

### 조연
- 장-마르크 스텔
- 패티 스미스
- 나디지 비우슨-디아그네
- 엘리자베스 비탈리
- 아이 하이다라
- 쿠엔틴 그로셋
- 올가 리아자노바
- 아가사 커투어
- 매디아스 도마히디
- 걸리버 헥크
- 레니 케이
- 루마 샌바르
- 모리스 사파티

## 기타
- 프로덕션매니저: 쟝-뽈 바타기아